# Parlamentswahl in Nordzypern 1993
- TKP: 5
- CTP: 13
- DP: 16
- UBP: 18

Die Parlamentswahlen in Nordzypern fanden am 12. Dezember 1993 statt.
Es war die erste Parlamentswahl die in einem Jahr stattfand in dem keine Präsidentschaftswahl abgehalten wurde.
Nach der Wahl wurde eine Koalition aus DP und CTP gebildet, wodurch die seit der Operation Atilla andauernde Dominanz der UBP unterbrochen wurde.

## Ergebnis
| Ulusal Birlik Partisi (UBP, nationalkonservativ)    | 535.316   | 29,86 | 16 | −18 |
| Demokrat Parti (DP, konservativ)                    | 523.487   | 29,20 | 16 | +18 |
| Cumhuriyetçi Türk Partisi (CTP, sozialdemokratisch) | 433.134   | 24,16 | 13 | +18 |
| Toplumcu Kurtuluş Partisi (TKP, Mitte-links)        | 237.950   | 13,27 | 5  | +18 |
| Milliyetçi Adalet Partisi (MAP, nationalistisch)    | 35.496    | 1,98  | 0  | ±0  |
| Yeni Kıbrıs Partisi (YKP, sozialistisch)            | 21.590    | 1,20  | 0  | ±0  |
| Birlik ve Egemenlik Partisi (BEP)                   | 5.890     | 0,33  | 0  | ±0  |
| Unabhängige                                         | 69        | 0,00  | 0  | ±0  |
| insgesamt                                           | 1.792.932 | 100   | 50 | ±0  |
| Wahlberechtigte/Wahlbeteiligung                     | 107.820   | 93,55 | –  | –   |
| Quellen: YSK, Parties and Elections                 |           |       |    |     |